# Marie Caillet
Pour les articles homonymes, voir Caillet.
Œuvres principales
- Série L'Héritage des Darcer

Marie Caillet, née le 16 mars 1991 à Lille, est une auteure française de fantasy  et secrétaire générale de la Charte des auteurs et des illustrateurs jeunesse.

## Biographie
Native de Lille, Marie Caillet remporte en 2010 le concours littéraire des éditions Michel Lafon, grâce à son premier roman intitulé Renaissance. Elle a alors 18 ans et étudie en classe préparatoire. À la suite d'un retravail avec ses éditrices Elsa Lafon et Dorothy Lambert, le texte paraît sous un nouveau titre. Le premier tome de ce qui devient une trilogie de fantasy jeunesse, L'Héritage des Darcer, fait alors partie des romans nommés pour les prix Elbakin 2011 et des Imaginales 2012,. Les tomes suivants, Allégeance et La Relève, paraissent respectivement en 2011 et en 2013. Lors de la parution de son premier roman, elle ouvre un blog sur le site 20 minutes pour communiquer avec ses lecteurs.
Marie Caillet est publiée auparavant dans l’anthologie 2009 intitulée Poésie en Liberté aux éditions Le Temps des cerises, puis sa nouvelle « Lunatique » paraît dans l'anthologie Cœurs de loups aux éditions du Riez en 2013. Dans le domaine du jeu vidéo, elle participe à la série de mini-RPG AENIGMA coordonnée par Laurent Pendarias aux côtés des écrivains Anthony Boulanger et Sophie Dabat en scénarisant l'épisode 4 Cabochon, diffusé en 2016. Il s'agit d'un jeu interrogeant le prix de la liberté, librement inspiré de la fable Le Loup et le Chien de La Fontaine. En 2017, elle publie le premier tome de sa nouvelle saga fantasy, Les Rumeurs d'Issar, chez Hachette Romans. 
Marie Caillet s'engage publiquement pour la défense d'une vision professionnelle du métier d'auteur et d'autrice littéraire. En 2017, elle signe dans ActuaLitté une tribune intitulée « La valeur de l'auteur » où elle incite auteurs et autrices à sortir de l'isolement et mieux se former sur le fonctionnement de la chaîne du livre afin de mieux négocier individuellement et collectivement leur statut. Fin août 2018, Marie Caillet devient secrétaire générale de la Charte des auteurs et des illustrateurs jeunesse, après un an de travail bénévole au bureau précédent de la présidente Samantha Bailly
. En son sein, elle s'investit dans le mouvement #PayeTonAuteur et #AuteursEnColere.
Elle publie en 2019 le roman Kaléidoscope chez Castelmore,.

## Œuvres

### SérieL'Héritage des Darcer
1. L'Héritage des Darcer, Michel Lafon, 2010, 415 p.  (ISBN 978-2-7499-1315-5)Réédition, format poche, 2014, 445 p. (ISBN 979-10-224-0039-8)
2. Allégeance[16], Michel Lafon, 2011, 379 p.  (ISBN 978-2-7499-1529-6)Réédition, format poche, 2014, 395 p. (ISBN 979-10-224-0040-4)
3. La Relève, Michel Lafon, 2013, 383 p.  (ISBN 978-2-7499-1770-2)Réédition, format poche, 2014, 391 p. (ISBN 979-10-224-0041-1)

### SérieLes Rumeurs d'Issar
1. Le Talisman perdu, Hachette, 2017, 360 p.  (ISBN 978-2-0139-1818-3)
2. Le Jugement des sabliers, Bookelis, 2019, 424 p.  (ISBN 979-10-359-0126-4)

### SérieLes Nombrils
Cette série est une adaptation de la série de bandes dessinées Les Nombrils de Delaf et Dubuc.
1. Top model, sinon rien, Pocket Jeunesse, 2017, 138 p.  (ISBN 978-2-266-26245-3)Écrit avec Camille Gautier.
2. La Saison des amours, Pocket jeunesse, 2018, 138 p.  (ISBN 978-2-266-26246-0)

### Romans indépendants
- Kaléidoscope, Castelmore, 2019, 280 p.  (ISBN 978-2-36231-637-1)

### Nouvelles
- Lunatique dans Cœurs de loups[17], Riez, 2013 p.  (ISBN 978-2-918719-70-0)
- La Bête noire[18] dans Mon cheval, mon espoir, Rageot, 2015 p.  (ISBN 978-2-7002-5089-3)